# Paraterellia ypsilon
Paraterellia ypsilon is een vliegensoort uit de familie van de boorvliegen (Tephritidae). De wetenschappelijke naam van de soort is voor het eerst geldig gepubliceerd in 1960 door Foote.